# Continental (tierra)

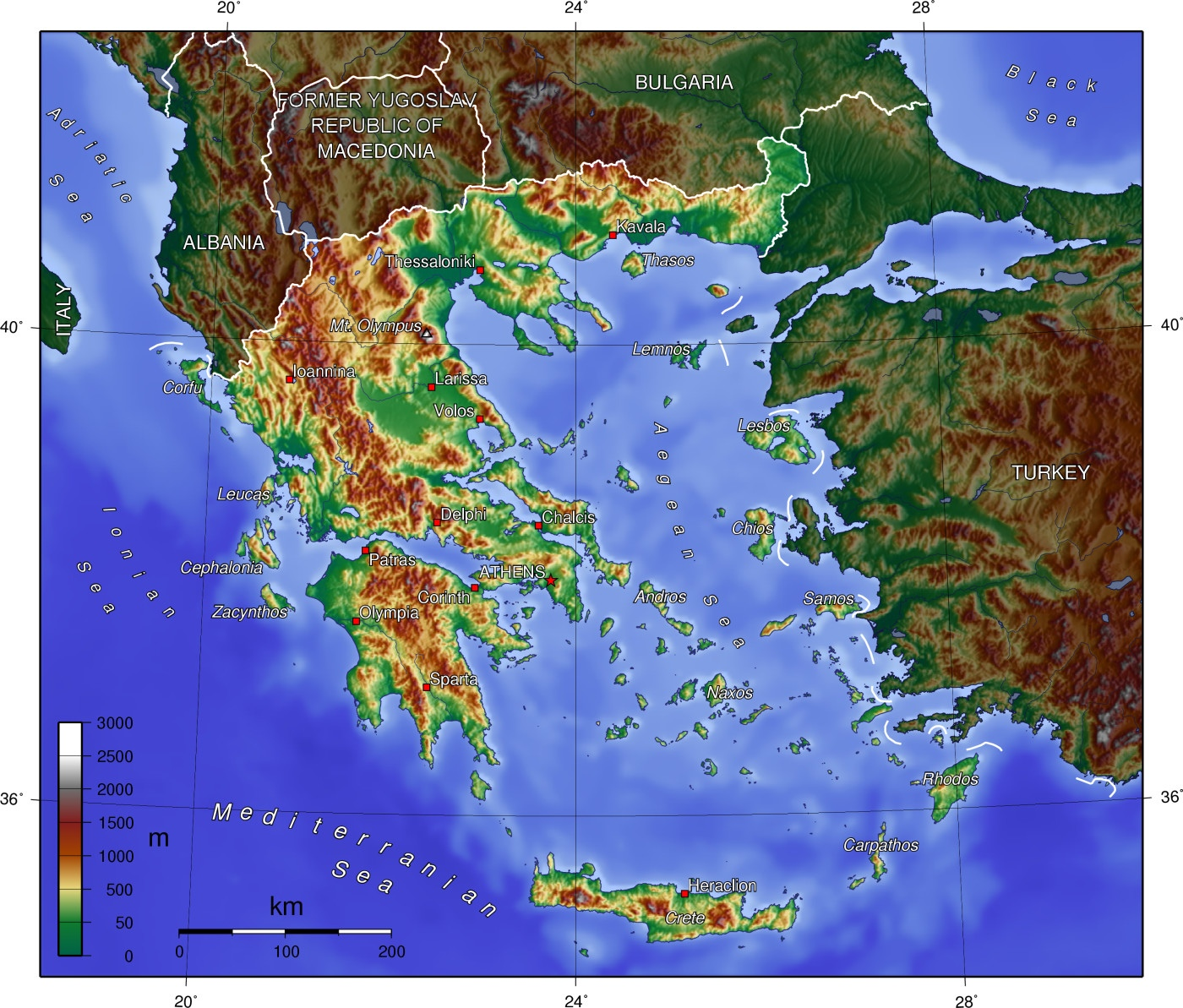
Ejemplo de Grecia continental

Continental o parte continental o continente, o incluso tierra firme (por el anglicismo mainland, de uso muy habitual en ámbitos anglófonos) es una expresión usada habitualmente para referirse a una gran masa de tierra de una región en contraste con una isla o islas cercanas, o también usada para referirse a la isla más grande de un grupo de islas de un archipiélago. A veces, a sus habitantes se les llama «continentales» (mainlanders).
Algunos usos destacados de esta expresión son los siguientes:
- Australia continental (Mainland Australia), en oposición a Tasmania.
- Continente británico (British Mainland) (es decir, la isla de Gran Bretaña), en contraposición a las islas del Canal, la isla de Man, Irlanda del Norte (aunque cuando se utiliza para diferenciar Gran Bretaña de Irlanda se puede considerar un uso ofensivo) o cualquier otra isla británica.
- Canadá continental, en oposición a la isla del Príncipe Eduardo, la isla de Terranova, la Isla del Cabo Bretón, la Isla de Vancouver y al Archipiélago Ártico Canadiense;
- China continental (incluida la isla de Hainan), en contraposición a las regiones administrativas especiales de Hong Kong y Macao y de la República Popular de China (PRC) (la isla políticamente separada de Taiwán) y otras pequeñas islas administradas por la República de China (ROC);
- Corea continental, a diferencia de las islas Jeju y Ulleungdo (Ulleung);
- Dinamarca continental, en oposición a las islas Feroe y Groenlandia;
- Escocia continental, en oposición a sus numerosas islas mar adentro, incluidas las Hébridas Exteriores, las islas Orcadas o las islas Shetland.
- España continental, en oposición a las islas Baleares y las islas Canarias, las ciudades del norte de África Ceuta y Melilla, la isla de Alborán y otros enclaves menores del norte de África (llamadas Plazas de soberanía). En España, los términos «España peninsular» o simplemente «La Península» son de uso frecuente.
- Estados Unidos continentales (Mainland United States), en comparación con el estado de Hawái y las Áreas insulares de los Estados Unidos (las expresiones «EE. UU. continentales» (U.S. Mainland) y «El Continente» (The Mainland) se utilizan comúnmente en Hawái, pero no en los propios EE. UU. continentales donde «EE. UU. continentales» (continental United States), que también incluye Alaska, es más comúnmente utilizado, aunque  este último término es también denominado con más precisión como «Estados Unidos contiguos» (contiguous United States);
- Estonia continental, en oposición a las islas de Saaremaa, Hiiumaa y otras islas de Estonia occidental;
- Europa continental (Mainland Europe), otro término usado en muchas partes del mundo anglófono, aunque no en el Reino Unido; por lo general en Gran Bretaña, y a veces en Irlanda, Europa continental se conoce como El Continente (The Continent).
- Finlandia continental, en lugar de las islas Åland;
- Francia continental (Le Continente), en comparación con la isla de Córcega; también se emplea, en relación con sus departamentos y territorios de ultramar, el término de Francia metropolitana (France Métropolitaine), que es el más comúnmente utilizado;
- Guinea Ecuatorial continental, generalmente llamada Río Muni, la parte que está en el continente africano, en contraposición a las islas del litoral;
- Irlanda continental a diferencia de sus islas adyacentes. Téngase en cuenta que «el continente» (the mainland) en Irlanda del Norte es ambiguo entre este sentido y el anterior, utilizando la frase que significa «Gran Bretaña como opuesta a Irlanda del Norte» es considerado objetable por muchos nacionalistas. En Irlanda, el término «el continente» o «tierra firme» (the mainland) también se utiliza como un medio alternativo para referirse a la masa de tierra de Europa;
- Italia continental, en oposición a la Italia insular.
- Japón continental y Honshū, en oposición al resto de las islas japonesas (ver también archipiélago japonés);
- Nueva Escocia continental (Nova Scotian mainland), en oposición a la isla del Cabo Bretón;
- Portugal continental, a diferencia de las islas Azores y de Madeira.

- La isla del Sur de Nueva Zelanda es a veces llamada jocosamente «el continente», especialmente por los nativos de las isla del Sur. A pesar de que tiene una población mucho más pequeña, es ligeramente más grande que la isla del Norte.
- Las islas mayores de las islas Orcadas y de las islas Shetland (véase Mainland (Órcadas) y Mainland (Shetland)).

Esta expresión se utiliza en múltiples niveles: por ejemplo, para alguien de Tasmania, «Australia continental» es el «continente», pero para los residentes de la King Island, isla Flinders u otras islas circundantes, Tasmania es en sí «el continente».